# Paramin
Paramin es una localidad de Trinidad y Tobago, que forma parte de la región de Diego Martín.

## Geografía
La localidad abarca parte de la isla Trinidad y limita al norte con el mar Caribe, al sur con Le Platte, Beau Pres y Saut Deau, al este con Haleland Park-Moka y al oeste con Cameron Road.

## Demografía
Datos demográficos de la localidad de Paramin:
| Gráfica de evolución demográfica de Paramin entre 2000 y 2011 |
|                                                               |